# Thích Quảng Đức
Thích Quảng Ðức, ([tʰic wɐːŋ dɨk], ) nome da laico Lâm Văn Tức (Hội Khánh, 1897 – Saigon, 11 giugno 1963), è stato un monaco buddhista vietnamita.
Divenne noto perché nel 1963 si diede fuoco a Saigon per protestare contro la dittatura del presidente del Vietnam del Sud, il cattolico Ngô Đình Diệm, e la sua politica di oppressione della religione buddhista. L'evento divenne celebre anche grazie alla fotografia scattata da Malcolm Browne, che gli valse il premio World Press Photo of the Year per il 1963 ed il Premio Pulitzer nel 1964. Dopo la morte, il corpo di Thích Quảng Đức fu nuovamente cremato. Il fatto che tra le ceneri fosse ritrovato intatto il cuore convinse definitivamente i buddhisti del valore della sua compassione e da allora viene venerato come bodhisattva.

## Biografia

### Origini e formazione
Thích Quảng Đức nacque col nome di Lâm Văn Tức, figlio (con sei fratelli) di Lâm Hữu Ứng e sua moglie Nguyễn Thị Nương in un villaggio del Vietnam centrale. Nel 1904 sotto la guida dello zio materno, il monaco mahayana Hòa thượng Thích Hoằng Thâm, entrò a studiare nel locale monastero prendendo il nome di Nguyễn Văn Khiết. A quindici anni prese i voti di novizio, a venti i voti monastici e cambiò nome in Thích Quảng Ðức (in caratteri cinesi: 釋廣德, pinyin: Shì Gŭangdé, dove il cognome 釋, come da tradizione monastica, è l'iniziale del cognome Śākyamuni mentre il nome significa Vasta Virtù). Quindi viaggiò sino a un monte nei pressi di Ninh Hòa e ivi risiedette da eremita per tre anni. Seguirono due anni di vita itinerante volta alla predicazione del dharma e successivamente prese residenza nel monastero di Sac Tu Thien An nei pressi di Nha Trang. Nel 1932 fu nominato ispettore del sangha nella provincia di Ninh Hòa e quindi in quella di Khánh Hòa, sua provincia natale.
In questo periodo fu responsabile della creazione di 14 templi. Nel 1934 cominciò a predicare nel Vietnam meridionale, proseguendo la costruzione di templi e intervallando periodi di meditazione e studio. Per due anni soggiornò in Cambogia per studiare il Buddhismo nella tradizione theravada. L'ultimo dei 17 templi che edificò nel Vietnam del Sud, a Phú Nhuận nella provincia di Gia Dinh alla periferia di Saigon, fu dedicato a Quán Thế Âm, il bodhisattva della compassione Avalokiteshvara). Quindi fu nominato Presidente del Comitato per i Riti e Cerimonie della Congregazione dei Monaci del Vietnam e abate del tempio di Phuoc Hoa sede dalla Associazione per gli Studi Buddhisti del Vietnam. In seguito si dimise da queste cariche per tornare allo studio e meditazione.

### La situazione religiosa in Vietnam e la protesta
Il fratello di Ngô Đình Diệm, Ngô Đình Tuch, vescovo cattolico, fu nominato dal Vaticano vicario apostolico per il Vietnam. La bandiera buddhista fu vietata in tutto il paese, mentre a tutte le manifestazioni ufficiali sventolava la bandiera vaticana assieme a quella nazionale. Ai primi di maggio del 1963 in occasione della festa del Vesak i buddhisti vietnamiti, sfidando il governo, scesero in massa per le strade chiedendo l'uguaglianza religiosa e sventolando le bandiere buddhiste. A Huế, seconda città del Vietnam e governata da un fratello del presidente, la polizia sparò sulla folla uccidendo nove persone. Ufficialmente il governo incolpò i viet cong, esacerbando ancor di più gli animi e provocando altre manifestazioni.
Le richieste buddhiste al governo furono formalizzate in cinque punti:
1. ottenere il permesso di utilizzare la bandiera buddhista in pubblico;
2. garantire al buddhismo trattamento eguale al cattolicesimo;
3. scarcerazione dei buddhisti arrestati per motivi religiosi;
4. concedere il diritto di predicare il dharma ai monaci e alle monache;
5. compensare delle perdite le famiglie delle vittime delle violenze e punire i colpevoli.

### L'Immolazione autoinflitta e la morte

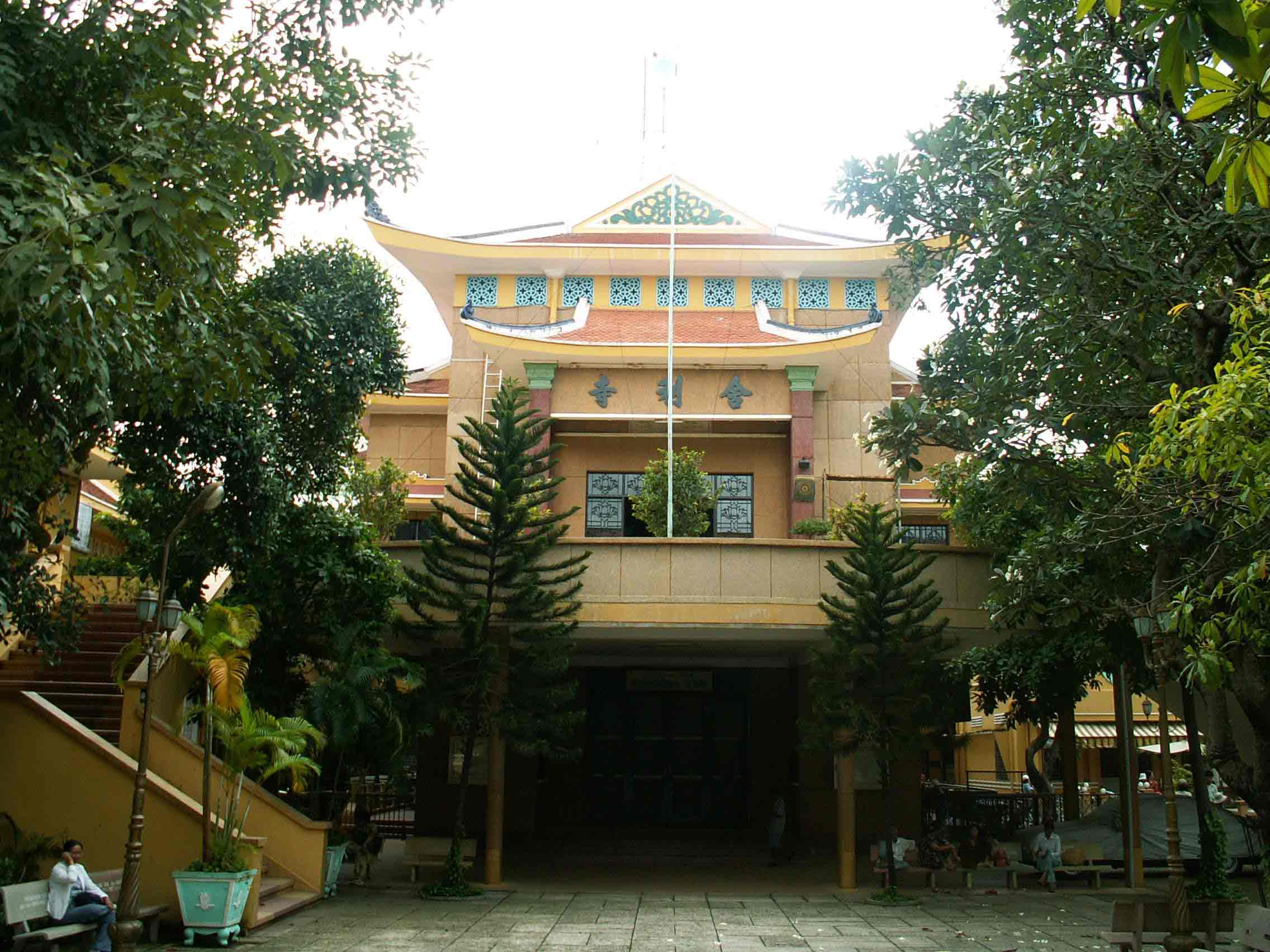
Il tempio Xá Lợi.

Il 10 giugno 1963 rappresentanti della comunità buddhista di Saigon avvisarono la stampa americana che l'indomani sarebbe accaduto qualcosa nell'incrocio stradale davanti all'ambasciata Cambogiana. Solo pochi giornalisti presero seriamente la notizia, tra cui David Halberstam del New York Times e Malcolm Browne dell'Associated Press. Ciò che videro fu un gruppo di circa 350 monaci e monache marciare assieme ad un'auto azzurra che portava cartelli in vietnamita e in inglese inneggiando all'eguaglianza religiosa. Arrivati all'incrocio tra il Boulevard Phan Dinh Phung e via Le Van Duyet dall'auto fu estratto un cuscino da meditazione, Thích Quảng Đức vi si sedette nella posizione del loto e cominciò a meditare sgranando l'Akṣamālā di grani di legno recitando il mantra del Buddha Amitābha, notissimo in tutta l'Asia Orientale: "Nam Mô A Di Đà Phật". Un altro monaco del gruppo cominciò a versare una tanica di benzina sul corpo di Thích Quảng Đức. Una volta raggiunto uno stato di concentrazione meditativa sufficiente Thích Quảng Đức accese un fiammifero e avvampò in una grande fiammata.
David Halberstam descrisse la scena durante la quale Thích Quảng Đức rimaneva immobile e in silenzio, mentre la gente accorsa piangeva, pregava o si prosternava, cosa che fece anche un poliziotto, mentre un monaco all'altoparlante ripeteva: "Un monaco si dà fuoco, un monaco diventa martire".
Il corpo carbonizzato di Thích Quảng Đức fu quindi portato dai monaci al tempio di Xá Lợi (il cui nome è la traduzione in vietnamita di Śarīrā), in centro a Saigon. Verso le 13:30 si trovavano già un migliaio di monaci e una gran folla di buddhisti che si mosse da lì al luogo del rogo. La polizia quindi prese ad arrestare dei monaci rimasti al tempio di Xá Lợi e lo circondarono. Al tramonto di quella giornata migliaia di abitanti di Saigon dichiararono di aver visto in cielo l'immagine di Buddha piangente.

## Il funerale
Il funerale di Thích Quảng Đức, previsto per il 15 giugno, attirò migliaia di persone davanti al tempio Xá Lợi. Preoccupazioni per possibili scontri dovuti alla tensione consigliarono lo spostamento della data della traslazione dei resti. Il 19 i rappresentanti del sangha di Saigon e la polizia convennero di far partecipare solo alcune centinaia di monaci dal tempio al cimitero, dove avvenne la cremazione. Una volta cremato il corpo, le ceneri vennero esaminate secondo tradizione e fu rinvenuto il cuore non combusto. L'eccezionalità del fenomeno portò all'immediato riconoscimento del cuore come ṡarīrā e di Thích Quảng Đức come bodhisattva (in vietnamita: Bồ Tát), così da quel momento i buddhisti vietnamiti si riferiscono a lui col nome di Bồ Tát Thích Quảng Đức.
La lettera che aveva lasciato come suo ultimo atto diceva:

## Le reazioni e le conseguenze
L'amministrazione americana, sotto la presidenza Kennedy, non aveva espresso rimostranze, fino ad allora, per la politica antibuddhista e filocattolica di Diem per sé (Kennedy era cattolico); tuttavia gli interessi statunitensi in Indocina erano tesi principalmente ad impedire qualsiasi diffusione del comunismo. La crescente impopolarità del regime del Vietnam del Sud creava imbarazzo internazionale e preoccupazione per la sua tenuta interna. Il gesto di Thích Quảng Đức aveva fatto precipitare la situazione: il segretario di Stato Dean Rusk e l'ambasciatore William Trueheart avvisarono il regime vietnamita che avrebbe dovuto accettare immediatamente le richieste buddhiste, pena la presa di distanze degli Stati Uniti da Saigon.
Il giorno stesso dell'immolazione di Thích Quảng Đức, il presidente Ngô Đình Diệm pronunciò alla radio un discorso in cui si accusavano "gli estremisti" dei fatti e confidava nella chiesa cattolica per il mantenimento della stabilità del regime. All'indomani, trenta tra gli ufficiali di più alto livello dell'esercito scrissero un comunicato in cui ribadivano la loro fedeltà alla costituzione; tra i firmatari vi erano anche gli ufficiali che di lì a qualche mese avrebbero attuato il colpo di Stato. Il 16 giugno il governo di Ngô Đình Diệm, cedendo alle pressioni americane, firmava il Comunicato Congiunto con i rappresentanti buddhisti del Vietnam del Sud.
Nonostante il Comunicato Congiunto la reazione governativa si sviluppò sul piano della propaganda: si sosteneva che i monaci buddhisti fossero delle pedine manovrate dal governo neutrale cambogiano di Norodom Sihanouk; che Thích Quảng Đức era drogato; che Thích Quảng Đức aveva compiuto il suo gesto perché pagato dal fotografo Malcolm Browne. Nel corso dello stesso giugno Madame Nhu, moglie di un fratello di Ngô Đình Diệm, e considerata First Lady del Paese, dichiarò pubblicamente che si sarebbe dovuto applaudire un altro monaco che avesse offerto "un altro barbecue show".
Sul piano militare il governo attese che l'ambasciatore americano fosse tornato negli Stati Uniti. Il 21 agosto fu dichiarata la legge marziale. Le forze armate agli ordini di Ngô Đình Nhu, fratello del presidente, attaccarono i templi e i monasteri buddhisti in tutto il Vietnam del Sud. A Saigon le truppe entrarono sparando e lanciando granate nel tempio Xá Lợi dove trafugarono il cuore di Thích Quảng Đức. Contemporaneamente a Huế la gente scese in strada interponendosi tra l'esercito e i monasteri. Solo per il controllo del ponte davanti al tempio Dieu De ci furono 30 morti e centinaia di feriti. In tutto il Vietnam gli arrestati furono circa 1400 e centinaia furono le persone scomparse.

## Le conseguenze

### Le reazioni delle stampa e dell'opinione pubblica
L'eco dei fatti non si spense rapidamente. La notizia e le immagini che avevano fatto il giro del mondo generarono tutta una serie di emuli. Il giovane figlio di un ufficiale dell'ambasciata americana si diede fuoco, sopravvivendone a mala pena, "per provare com'era". Il 16 marzo 1965 Alice Herz, ebrea tedesca, si diede fuoco a Detroit per manifestare a favore del Vietnam. Il 2 novembre 1965 un quacchero pacifista statunitense, Norman Morrison, si diede fuoco dentro il Pentagono. Roger Allen LaPorte, membro del Catholic Worker Movement, organizzazione anarchica-cristiana, si diede fuoco davanti al palazzo delle Nazioni Unite a New York il 9 novembre 1965. Il 10 maggio del 1970 fu la volta di George Winne Jr., sempre per protestare contro la guerra in Vietnam. Il 19 gennaio 1969 a Praga Jan Palach si diede fuoco per protesta contro l'invasione sovietica esplicitamente dichiarando di emulare Thích Quảng Đức. Il 3 novembre 2006 Malachi Ritscher si diede fuoco a Chicago per protestare contro la guerra in Iraq. Il 25 febbraio 2024 Aaron Bushnell si diede fuoco davanti all'ambasciata israeliana a Washington per protestare contro il genocidio del popolo palestinese compiuto dalle forze israeliane a Gaza. 
Il gesto di Thích Quảng Đức fu imitato da molti altri vietnamiti, sia monaci e monache che laici: dal 1963 al 1966 si immolarono nel fuoco 33 persone in Vietnam del Sud.
Il cuore di Thích Quảng Đức superò indenne tutta la guerra del Vietnam protetto nel caveau della banca nazionale. Ora due stupa a Ho Chi Minh ricordano Thích Quảng Đức: uno sul luogo dell'immolazione e uno con le sue ceneri scampate all'assalto del monastero Xá Lợi. Vari monasteri a suo nome sono sorti sia in Vietnam che nei paesi dell'emigrazione vietnamita.
Dato che giornalisticamente negli anni 60 era in uso chiamare i membri del Sangha vietnamita col termine di bonzo (dal giapponese Bonsō o Bozu 坊主, passato poi al portoghese bonzo) fu con questo termine che viene spesso ricordato in Occidente Thích Quảng Đức. L'espressione è rimasta nello spagnolo: quemarse a lo bonzo (bruciare come un bonzo).
Nel 1966 Ingmar Bergman incluse nel suo film Persona delle immagini originali di un monaco vietnamita che si diede fuoco successivamente a Thích Quảng Đức. Nel 1970 Enzo Jannacci cantò la canzone Il Bonzo, scritta, su questi fatti, da Dario Fo e Cochi Ponzoni. Nel 1992 i Rage Against the Machine pubblicarono nella copertina del loro primo album la storica foto di Thích Quảng Đức.

### L'interpretazione buddhista
Nel 1967 il monaco chan Thích Nhất Hạnh scrisse in inglese una memoria indirizzata al pubblico occidentale per rispondere ad alcune critiche e permettere una migliore comprensione del gesto di Thích Quảng Đức. L'immolazione, veniva spiegato, non deve essere considerata suicidio, vietato dal Buddhismo, in quanto priva delle caratteristiche che definiscono il suicidio stesso. Queste sono: mancanza di coraggio di vivere e fare fronte alle difficoltà; senso di sconfitta nella vita e perdita di ogni speranza; desiderio di non-esistenza.
Nel caso di Thích Quảng Đức al contrario c'era coraggio e ottimismo che il gesto potesse produrre una evoluzione positiva nella società, non era volto alla distruzione dei nemici sia perché per un monaco i nemici sono le pulsioni impersonali (odio - in sanscrito: dveṣa, attaccamento - tṛṣṇā, ignoranza - avidyā) sia perché si auspicava in un ravvedimento dei persecutori. Infine non era nemmeno un atto di protesta, nella lettera lasciata non si lanciano accuse o recriminazioni, ma un gesto volto a toccare i cuori e mostrare la situazione per quella che è. In questo si tratta di un atto di compassione.